# Le Tombeau de Couperin
Le Tombeau de Couperin és una suite per a piano sol escrita per Maurice Ravel. La va compondre entre els anys 1914 i 1917. Està dividida en sis moviments basats en els d'una suite tradicional del Barroc. Cada moviment està dedicat a un dels sis dels amics de Ravel que van morir lluitant a la Primera Guerra Mundial. Ravel també va crear una versió orquestral de la seva composició l'any 1919, tot i que només va orquestrar-ne quatre peces.

## Significats
Mentre que el significat del títol de la peça ens pugui, d'alguna manera, incitar a pensar que es tracta merament d'una descripció del que es veu i el que se sent a la tomba de Couperin, aquest no és el significat que va voler donar-li Ravel. En realitat, Tombeau és un gènere musical del segle xvii, en el que habitualment es componia per commemorar la mort d'algun gran personatge, o en honor d'algun ser estimat. D'altra banda, el "Couperin" a qui fa referència el compositor en el títol de la peça, podria ser probablement François Couperin el gran (1668 - 1733). Tot i això, Ravel va argumentar que la seva intenció no era la de rendir homenatge a aquest personatge, sinó que només pretenia, a través d'ell, venerar la sensibilitat de la suite barroca francesa. Aquesta característica es veu reflectida en l'estructura, ja que imita una dansa barroca.
Com a exemple del rerefons barroc de què està dotada aquesta peça, com a exercici preparatori, Ravel va transcriure una furlana (dansa folklòrica italiana) de la quarta suite d'una obra de Couperin anomenada Concerts royaux. Aquesta pràctica el va ajudar al moment de compondre la tercera part de la seva peça, ja que també es tracta d'una furlana. Els altres moviments de Le Tombeau de Couperin es basen de la mateixa manera en danses barroques, com ara la Toccata, on adopta la forma del perpetuum mobile (peces caracteritzades per un corrent continu de notes, normalment en tempo ràpid) que ens recorda autors com Alessandro Scarlatti. Ravel també ens evoca al Barroc gràcies a l'ús de l'ornamentació típica de l'època, i d'harmonia modal. Tot i aquesta "intenció barroca", el neoclassicisme i el mateix estil de Ravel també es deixen entreveure dins aquesta obra a partir de línies melòdiques cromàtiques i harmonies xocants, en concret en la seva Furlana.
Tot i la devastació que Ravel sentia després de la mort tant de la seva mare el 1917 com també dels seus amics en la Primera Guerra Mundial, Le Tombeau de Couperin conserva un sabor alegre, al mateix temps que també pot arribar a ser reflexiu. Quan va ser criticat per compondre aquesta obra des d'aquest punt de vista tan peculiar tractant-se d'un tema tan ombrívol, Ravel va respondre: "Els morts ja són prou trists, en el seu etern silenci".

## Estructura
Els seus moviments es diferencien de la següent manera:
|                                      | Caràcter         | Compàs | Metrònom | Tonalitat | En memòria de |
| ------------------------------------ | ---------------- | ------ | -------- | --------- | --- |
| I Prelude                            | Vif              | 12/16  | = 92     | Mi menor  | Primer tinent Jacques Charlot (transcriptor de Ma mère l'oye per a piano sol)                                          |
| II Fugue                             | Allegro moderato | 4/4    | = 84     | Mi menor  | Segon tinent Jean Cruppi (a la mare del qual Ravel també va dedicar L'Heure espagnole)                                 |
| III Forlane                          | Allegretto       | 6/8    | = 96     | Mi menor  | Primer tinent Gabriel Deluc (pintor basc de Sant Joan Lohitzune)                                                       |
| IV Rigaudon (dansa barroca francesa) | Assez vif        | 2/4    | n/d      | Do major  | Pierre i Pascal Gaudin (dos germans, i amics de la infància de Ravel, morts per la mateixa bomba al novembre del 1914) |
| V Menuet                             | Allegro moderato | 3/4    | = 92     | Sol major | Jean Dreyfus (en la casa de qui Ravel es va recuperar després de ser desmobilitzat)                                    |
| VI Toccata                           | Vif              | 2/4    | = 144    | Mi major  | Capità Joseph de Marliave (musicòleg i marit de Marguerite Long)                                                       |

La primera interpretació de la versió original per a piano sol va ser interpretada per Marguerite Long l'11 d'abril del 1919, a París.

## Orquestració

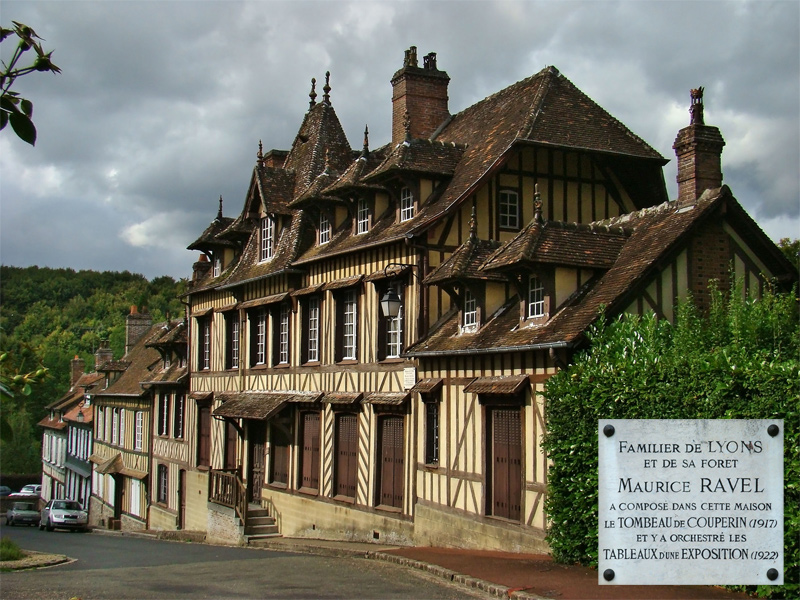
En aquesta casa de Lyons-la-Forêt és on Ravel va compondre Le Tombeau de Couperin

L'any 1919, Ravel va orquestrar quatre dels sis moviments d'aquesta obra: Prelude, Forlane, Rigaudon i Menuet. Aquestes versions van ser estrenades per primer cop el febrer de 1920 pel director i compositor francès Rhené-Baton, interpretades per la Pasdeloup Orchestra, i a més es consideren de les millors obres del compositor. Ravel va transcriure per a orquestra diverses obres seves per a piano, però és en aquestes on les seves habilitats a l'hora d'orquestrar arriben al nivell més elevat, ja que és capaç de transformar unes peces molt pianístiques en una suite orquestral fantàsticament valorada. La versió orquestral aclareix el llenguatge harmònic de la suite, i porta la nitidesa dels seus ritmes clàssics de dansa. D'entre els requisits tècnics que comporta aquesta obra per a l'orquestra, cal destacar el paper virtuosístic de l'oboè, ja que és qui porta la línia melòdica del Prelude i el Menuet, com també de la secció pastoral en do menor del Rigaudon.
La plantilla instrumental d'aquestes orquestracions és la següent:
- 2 flautes (una doblant flautí).
- 2 oboès (un doblant corn anglès).
- 2 clarinets en la.
- 2 fagots.
- 2 trompes en fa.
- Trompeta en do.
- Arpa.
- Secció de corda (violins I i II, violes, violoncels, i contrabaixos).